# Iglesia de Nuestra Señora de los Ángeles (Zaragoza)

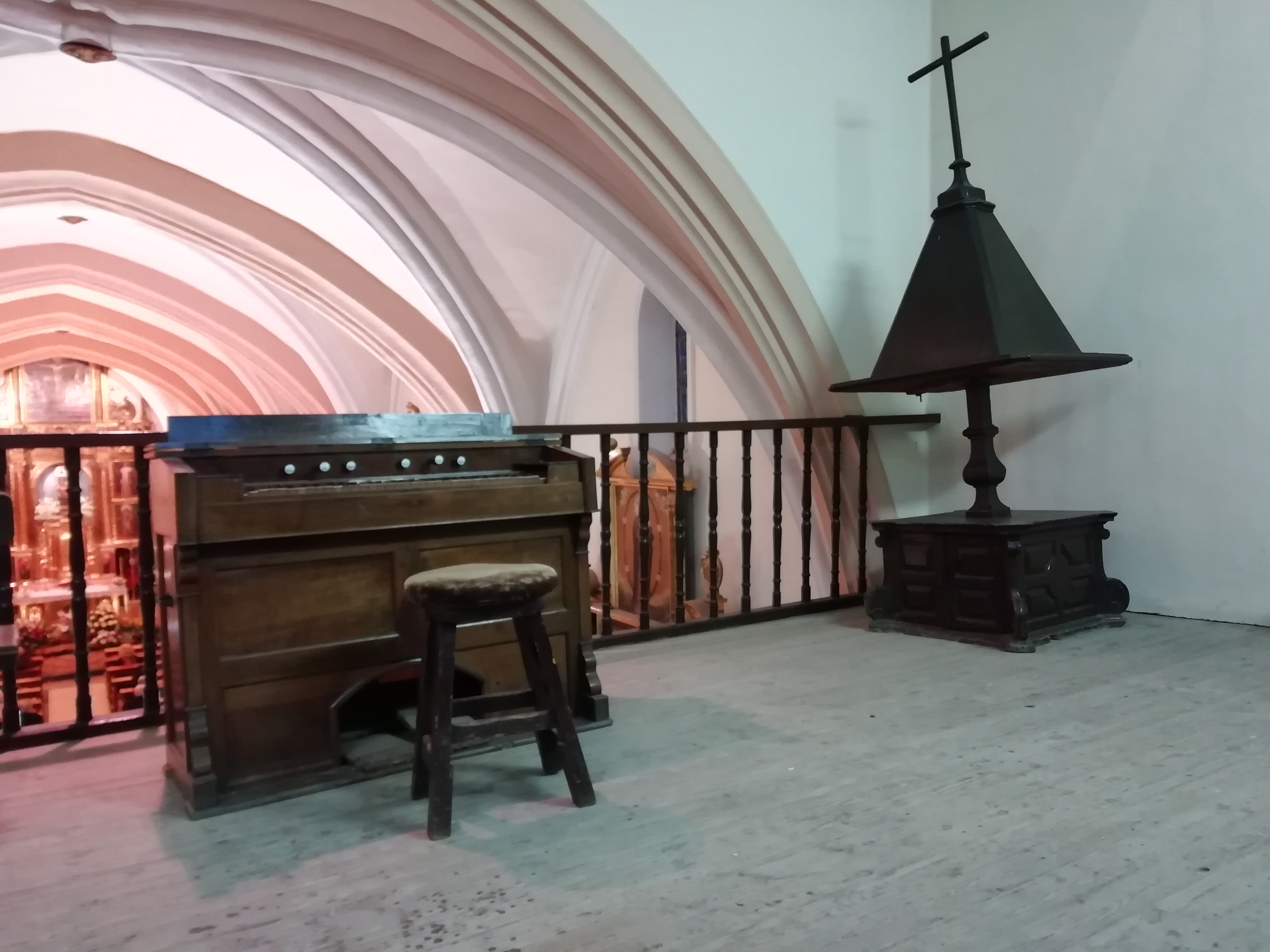
Coro alto con un harmonium y un facistol

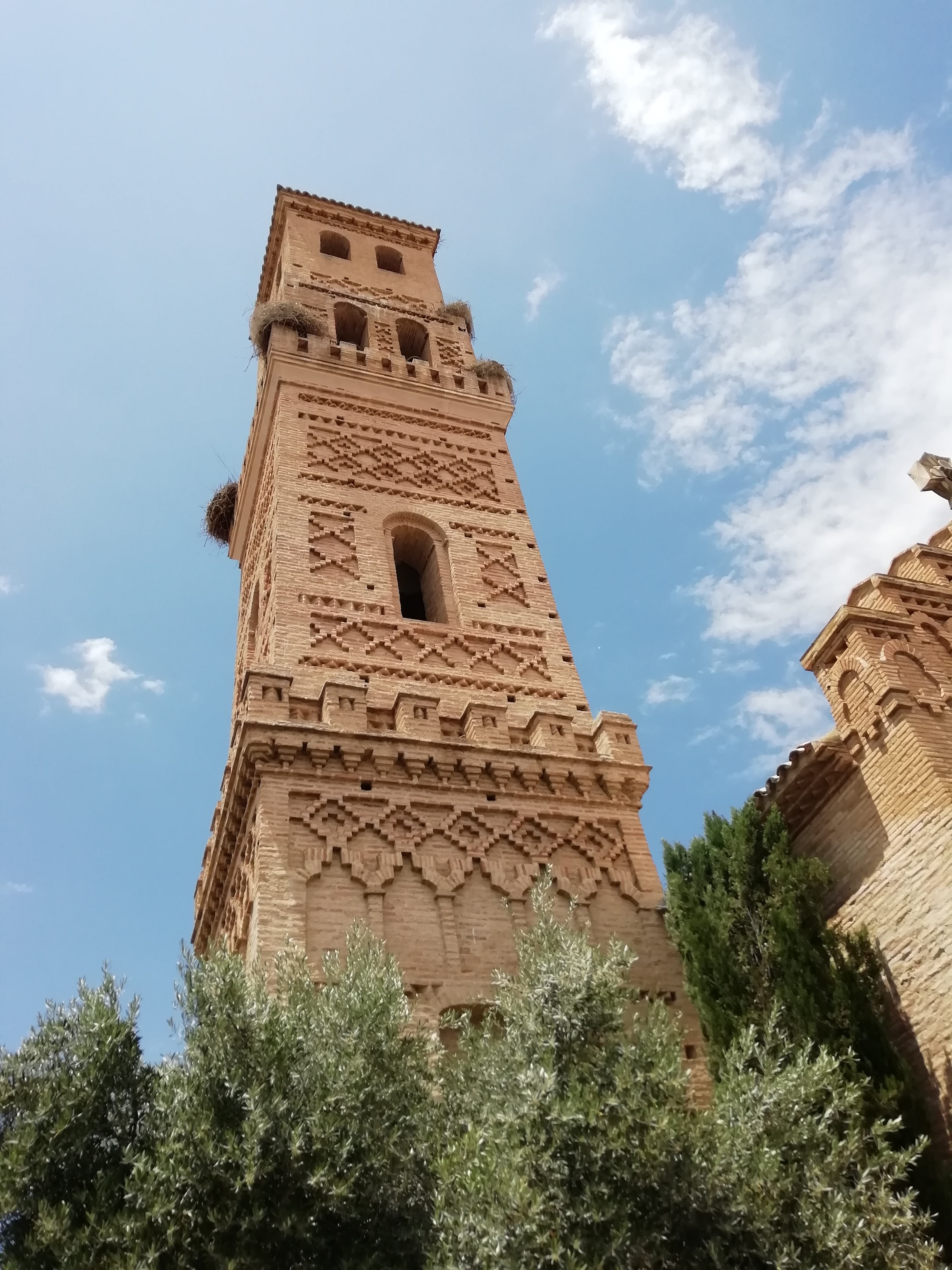
Torre mudéjar de Peñaflor de Gállego

La iglesia de Nuestra Señora del Coro de los Ángeles en el Barrio rural de Peñaflor de Gállego de Zaragoza (España) es una iglesia mudéjar de mediados del siglo XVI con nave única de cuatro tramos, cubierta con bóvedas de crucería sencilla, y ábside poligonal. En el siglo XX esta construcción sufrió una reforma en clave neomudéjar que supuso la apertura de la fachada oriental y la introducción de algunos motivos decorativos nuevos en el primer cuerpo de la torre.
Dicha torre se encuentra adosada al muro meridional, tiene estructura interna cristiana, planta cuadrada y cuatro cuerpos en altura, siendo el último fruto de una ampliación del siglo XVII. El inferior tiene acceso a través de la iglesia y forma una capilla cubierta con bóveda de ladrillo por aproximación de hiladas, sobre la que se sitúa el coro alto, que da acceso al resto de los cuerpos.
Destaca la decoración exterior de la torre, cuyos cuerpos se hallan diferenciados por su tamaño progresivamente más pequeño y por una serie de impostas almenadas. Toda la decoración va realizada en ladrillo resaltado formando motivos típicos del arte mudéjar como son las cruces, los rombos y las esquinillas simples o al tresbolillo.